# 硫磺蝉
硫磺蝉（学名：Sulphogaeana sulphurea），一种分布于印度、尼泊尔、孟加拉国、不丹及中国云南省等地的昆虫，是蝉科斑蝉族硫磺蝉属的模式种。
在中国，本种于2023年被收录入《有重要生态、科学、社会价值的陆生野生动物名录》。